# برناو ام شیمزی
برناو ام شیمزی (به آلمانی: Bernau am Chiemsee) یک شهر در آلمان است که در بایرن واقع شده‌است.

## خصوصیات
برناو ام شیمزی ۲۶٫۷۰ کیلومترمربع مساحت دارد ۵۴۴ متر بالاتر از سطح دریا واقع شده‌است.